# Hunters and Prey
Albums de Angra
Rebirth
(2001) Rebirth World Tour
(2002)
Tsara Ny Tompo
Hunters and Prey est un EP du groupe brésilien de heavy metal Angra, sorti peu de temps après l'album Rebirth et contenant quatre morceaux issus des sessions de l'album. Il contient également des versions acoustiques de Rebirth et Heroes of Sand, morceaux figurant également sur Rebirth, ainsi qu'une reprise de Mama de Genesis et une version en portugais du titre éponyme.

## Liste des titres
1. Live and Learn – 04:12
2. Bleeding Heart – 04:04
3. Hunters and Prey – 06:29
4. Eyes of Christ – 04:16
5. Rebirth (version acoustique) – 03:36
6. Heroes of Sand (version acoustique) – 03:50
7. Mama (reprise de Genesis) – 05:20
8. Caça e Caçador (version portugaise de Hunters and Prey) – 06:28

## Composition du groupe
- Edu Falaschi (chant)
- Kiko Loureiro (guitare)
- Rafael Bittencourt (guitare)
- Felipe Andreoli (basse)
- Aquiles Priester (batterie)